# Léon Gillot
Pour les articles homonymes, voir Gillot.
Léon Gillot  né le 29 mai 1851 à Paris et mort le 20 novembre 1907 à Saint-Germain-en-Laye (Yvelines) est un homme politique français.

## Biographie
Employé au service télégraphique de Cochinchine de 1873 à 1877. À son retour il se fixe comme agriculteur à Sevrey.  Il est secrétaire général de l'Union agricole et viticole du département. Il est élu conseiller municipal de Sevrey en 1881 et  maire en 1882. Il est conseiller général du Chalon-Sud de 1883 à sa mort, en 1907. 
En 1889, il est  élu député au premier tour de scrutin. En 1893, il est réélu, au premier tour, sans concurrent. Il est à nouveau réélu, le 8 mai 1898, contre Henri Pensa, républicain.
Le 28 janvier 1900, il est candidat aux élections sénatoriales et est élu au premier tour, par 991 voix sur 1 289 votants.  il s'inscrit au groupe de la gauche démocratique.
il s'investit particulièrement sur les questions agricoles et sur celles relatives au PTT. 

## Sources
- « Léon Gillot », dans le Dictionnaire des parlementaires français (1889-1940), sous la direction de Jean Jolly, PUF, 1960 [détail de l’édition]